# Élections législatives de 1893 dans les Landes
Les élections législatives françaises de 1893 se déroulent les 20 août et 3 septembre 1893. Dans le département de la Landes, cinq députés sont à élire.

## Élus
| Circonscription                       | Identité             | Étiquette | Étiquette   |
| ------------------------------------- | -------------------- | --------- | ----------- |
| 1re circonscription de Dax            | Théodore Denis       |           | Républicain |
| 2e circonscription de Dax             | Félix Léglise        |           | Républicain |
| 1re circonscription de Mont-de-Marsan | Étienne Dejean       |           | Républicain |
| 2e circonscription de Mont-de-Marsan  | François-Henri Jumel |           | Républicain |
| Arrondissement de Saint-Sever         | Constant Dulau       |           | Républicain |

## Résultats à l'échelle du département
| Nuance         | Nuance         | Premier tour | Premier tour | Sièges | +/-           |
| Nuance         | Nuance         | Voix         | %            | Sièges | +/-           |
| -------------- | -------------- | ------------ | ------------ | ------ | ------------- |
|                | Républicains   | 52 506       | 88,82        | 5      | 1             |
|                | Réactionnaires | 6 401        | 10,83        | 0      | 1             |
|                |                |              |              |        |               |
| Inscrits       | Inscrits       | 86 080       | 100          | 5      | en stagnation |
| Votants        | Votants        | 63 595       | 73,88        |        |               |
| Abstentions    | Abstentions    | 22 485       | 26,12        |        |               |
| Blancs et nuls | Blancs et nuls | 4 483        | 7,05         |        |               |
| Exprimés       | Exprimés       | 59 112       | 92,95        |        |               |

## Résultats par circonscription

### Arrondissement de Dax

#### Première circonscription
| Candidat       | Candidat          | Étiquette      | Premier tour | Premier tour |
| Candidat       | Candidat          | Étiquette      | Voix         | %            |
| -------------- | ----------------- | -------------- | ------------ | ------------ |
|                | Théodore Denis    | Républicain    | 7 257        | 58,48        |
|                | Gustave Loustalot | Républicain    | 5 142        | 41,43        |
|                |                   |                |              |              |
| Inscrits       | Inscrits          | Inscrits       | 15 144       | 100          |
| Votants        | Votants           | Votants        | 12 569       | 83,00        |
| Abstention     | Abstention        | Abstention     | 2 575        | 17,00        |
| Blancs et nuls | Blancs et nuls    | Blancs et nuls | 159          | 1,27         |
| Exprimés       | Exprimés          | Exprimés       | 12 410       | 98,73        |

#### Deuxième circonscription
| Candidat       | Candidat       | Étiquette      | Premier tour | Premier tour |
| Candidat       | Candidat       | Étiquette      | Voix         | %            |
| -------------- | -------------- | -------------- | ------------ | ------------ |
|                | Félix Léglise  | Républicain    | 10 824       | 99,42        |
|                |                |                |              |              |
| Inscrits       | Inscrits       | Inscrits       | 15 921       | 100          |
| Votants        | Votants        | Votants        | 11 674       | 73,32        |
| Abstention     | Abstention     | Abstention     | 4 247        | 26,68        |
| Blancs et nuls | Blancs et nuls | Blancs et nuls | 787          | 6,74         |
| Exprimés       | Exprimés       | Exprimés       | 10 887       | 93,26        |

### Arrondissement de Mont-de-Marsan

#### Première circonscription
| Candidat       | Candidat              | Étiquette      | Premier tour | Premier tour |
| Candidat       | Candidat              | Étiquette      | Voix         | %            |
| -------------- | --------------------- | -------------- | ------------ | ------------ |
|                | Étienne Dejean        | Républicain    | 7 085        | 52,48        |
|                | Adhémar de Guilloutet | Réactionnaire  | 6 401        | 47,41        |
|                |                       |                |              |              |
| Inscrits       | Inscrits              | Inscrits       | 17 010       | 100          |
| Votants        | Votants               | Votants        | 13 642       | 80,20        |
| Abstention     | Abstention            | Abstention     | 3 368        | 19,80        |
| Blancs et nuls | Blancs et nuls        | Blancs et nuls | 141          | 1,03         |
| Exprimés       | Exprimés              | Exprimés       | 13 501       | 98,97        |

#### Deuxième circonscription
| Candidat       | Candidat             | Étiquette      | Premier tour | Premier tour |
| Candidat       | Candidat             | Étiquette      | Voix         | %            |
| -------------- | -------------------- | -------------- | ------------ | ------------ |
|                | François-Henri Jumel | Républicain    | 8 413        | 99,56        |
|                |                      |                |              |              |
| Inscrits       | Inscrits             | Inscrits       | 14 507       | 100          |
| Votants        | Votants              | Votants        | 9 861        | 67,97        |
| Abstention     | Abstention           | Abstention     | 4 646        | 32,03        |
| Blancs et nuls | Blancs et nuls       | Blancs et nuls | 1 411        | 14,31        |
| Exprimés       | Exprimés             | Exprimés       | 8 450        | 85,69        |

### Arrondissement de Saint-Sever
| Candidat       | Candidat       | Étiquette      | Premier tour | Premier tour |
| Candidat       | Candidat       | Étiquette      | Voix         | %            |
| -------------- | -------------- | -------------- | ------------ | ------------ |
|                | Constant Dulau | Républicain    | 13 785       | 99,43        |
|                |                |                |              |              |
| Inscrits       | Inscrits       | Inscrits       | 23 498       | 100          |
| Votants        | Votants        | Votants        | 15 849       | 67,45        |
| Abstention     | Abstention     | Abstention     | 7 649        | 32,55        |
| Blancs et nuls | Blancs et nuls | Blancs et nuls | 1 985        | 12,52        |
| Exprimés       | Exprimés       | Exprimés       | 13 864       | 87,48        |